# Antónis Manitákis
Antónis Manitákis (grec moderne : Αντώνης Μανιτάκης, né en 1944) est un professeur d'université grecque et une personnalité politique.
Il est ministre de l'Intérieur dans deux gouvernements provisoires grecs, celui constitué par Panagiótis Pikramménos entre mai et juin 2012, puis celui formé par Vassilikí Thánou-Christophílou entre août et septembre 2015.

## Biographie
Antónis Manitákis est né le 23 mai 1944 à Thessalonique. Il a étudé le Droit à la Faculté de droit de l'université Aristote de Thessalonique et a reçu un Doctor of Laws de l'université de Bruxelles.